# Wijnbouw in Turkije

Wijnklimaatzones in Turkije.

In Turkije, of beter gezegd Klein-Azië, wordt al duizenden jaren wijn geproduceerd. Met de komst van de islam werd dit zeer sterk beperkt, omdat alcoholconsumptie binnen deze godsdienst officieel niet geoorloofd is. Christenen binnen het Ottomaanse Rijk waren echter vrij om wijn te produceren omdat hun godsdienst dit vereist voor miswijn. Hoewel wetten ten aanzien van wijnproductie versoepeld zijn sinds Atatürk, wordt vandaag de dag slechts ongeveer twee procent van de landelijke druivenoogst gebruikt voor de productie van wijn.
Vooral de wijnconsumptie van toeristen die in Turkije verblijven heeft de wijnproductie van het land gestimuleerd.

## Statistieken
| Nr. | Land      | 1998    | 1999    | 2000    | 2001    | 2002    | 2003     | 2004    | 2005    |
| --- | --------- | ------- | ------- | ------- | ------- | ------- | -------- | ------- | ------- |
| 1   | Italië    | 66.767  | 25.141  | 75.478  | 20.211  | 32.525  | 36.636   | 268.167 | 213.916 |
| 2   | Frankrijk | 72.996  | 112.946 | 62.971  | 42.713  | 19.804  | 30.507   | 177.389 | 200.566 |
| 3   | Chili     | 2.757   | -       | -       | -       | 7.740   | 13.860   | 89.897  | 128.364 |
| 4   | Moldavië  | -       | -       | -       | 79      | -       | -        | 42.973  | 115.626 |
| 5   | Bulgarije | -       | -       | 11.250  | -       | 7.350   | -        | 94.607  | 69.224  |
| 6   | Spanje    | 1.127   | 2.564   | 510     | 25.016  | 1.454   | -        | 56.063  | 58.478  |
| -   | Totaal    | 209.734 | 168.854 | 216.265 | 160.455 | 121.397 | 116. 231 | 852.116 | 888.303 |

| Nr. | Land                | 1998      | 1999      | 2000      | 2001      | 2002      | 2003      | 2004      | 2005      |
| --- | ------------------- | --------- | --------- | --------- | --------- | --------- | --------- | --------- | --------- |
| 1   | België              | -         | -         | -         | -         | 1.096.511 | 1.016.481 | 1.345.209 | 1.021.388 |
| 2   | Duitsland           | 1.470.770 | 1.600.019 | 1.503.518 | 1.208.631 | 1.153.020 | 1.158.524 | 971.879   | 1.015.230 |
| 3   | Verenigd Koninkrijk | 15.674    | 124.328   | 254.229   | 293.727   | 291.130   | 304.740   | 396.402   | 311.678   |
| 4   | Verenigde Staten    | 70.761    | 96.720    | 147.566   | 32.034    | 176.631   | 74.070    | 136.250   | 97.640    |
| 5   | Frankrijk           | 954.887   | 329.803   | 1.731.144 | 1.216.339 | 4.730.653 | 1.420.868 | 134.560   | 70.317    |
| 6   | Japan               | 88.549    | 88.528    | 53.102    | 78.330    | 59.451    | 75.015    | 48.250    | 34.690    |
| 7   | Denemarken          | 34.500    | 35.850    | 67.476    | 27.900    | 18.090    | 46.416    | 26.670    | 33.590    |
| -   | Totaal              | 4.807.937 | 4.334.196 | 5.867.767 | 4.833.169 | 8.283.758 | 4.795.680 | 4.062.539 | 3.554.835 |

Bron: https://web.archive.org/web/20070927093024/http://www.abgs.gov.tr/tarama/tarama_files/11/sorular_cevaplar_files/cevaplar/Sarap.pdf